# Richard Varga
Pour les articles homonymes, voir Varga.
Richard Varga, né le 28 janvier 1989 à Bratislava, est un triathlète slovaque, professionnel depuis 2008, sacré quadruple champion du monde d'aquathlon (2010, 2012, 2013 et 2015).

## Biographie
Nageur de formation, son père étant entraîneur de natation, Richard Varga se lance dans le triathlon en suivant l'exemple de son frère aîné et devient professionnel en 2008, il décroche ses résultats les plus significatifs en aquathlon et notamment dans les championnats du monde, qu'il remporte en 2010, 2012, 2013 et 2015.
Il participe aux Jeux olympiques de 2012 et réalise le meilleur temps dans la partie de natation, mais termine finalement à la 22e position.
En novembre 2014, il déménage avec son amie Magdalénou pour s'entraîner avec les champions anglais Alistair et Jonathan Brownlee en Grande-Bretagne, cette décision ne tarda pas à porter ses fruits, puisqu'il obtient dès l'année suivante de belles places d'honneurs importantes ; 4e au championnat d'Europe et 5e au triathlon des Jeux européens.

## Palmarès
Le tableau présente les résultats les plus significatifs (podium) obtenus sur le circuit national et international de triathlon et d'aquathlon depuis 2008,.
| Année | Compétition                        | Pays             | Position          | Temps       |
| ----- | ---------------------------------- | ---------------- | ----------------- | ----------- |
| 2017  | Championnats d'Europe à Bratislava | Slovénie         | Médaille d'or     | 28 min 13 s |
| 2016  | Championnats du monde à Cozumel    | Mexique          | Médaille d'argent | 29 min 3 s  |
| 2015  | Championnats du monde à Chicago    | États-Unis       | Médaille d'or     | 25 min 42 s |
| 2013  | Championnats du monde à Londres    | Royaume-Uni      | Médaille d'or     | 28 min 40 s |
| 2012  | Championnats du monde à Auckland   | Nouvelle-Zélande | Médaille d'or     | 28 min 33 s |
| 2010  | Championnats du monde à Budapest   | Hongrie          | Médaille d'or     | 20 min 27 s |

| Année | Compétition                                   | Pays      | Position          | Temps          |
| ----- | --------------------------------------------- | --------- | ----------------- | -------------- |
| 2021  | Championnat de Slovaquie                      | Slovaquie | Médaille d'or     | 1 h 50 min 6 s |
| 2019  | Championnat de Slovaquie sprint               | Slovaquie | Médaille d'or     | 58 min 32 s    |
| 2018  | Championnats d'Europe de triathlon sprint     | Estonie   | Médaille d'or     | 53 min 7 s     |
| 2014  | Coupe d'Europe sprint - l'étape de Bratislava | Slovaquie | Médaille d'argent | 56 min 43 s    |